# مولاي الحسن بن المهدي
مولاي الحسن بن المهدي (30 ماي 1911 - 1 نونبر 1984)، هو سياسي ودبلوماسي مغربي.

## تاريخ
بعد الإتفاقية الفرنسية الإسبانية لسنة 1904 بخصوص تقسيم المغرب ومعاهدة 27 نونبر 1912 المتعلقة بتطبيق هذه الاتفاقية تم تعيين مولاي المهدي ابن عم السلطان مولاي يوسف لتولي منصب خليفة السلطان بتطوان، وبذلك ذهب مولاي الحسن بن المهدي مع والده إلى تطوان وهناك تابع دراسته. وقد كان والده الخليفة مولاي المهدي أول خليفة عين لشمال المغرب. وقد عين بظهير من السلطان مولاي يوسف بتاريخ 14ماي 1913، وكان وصوله إلى تطوان يوم 27 أبريل 1913، حيث استقر بها مع عائلته في قصر المشور داخل المدينة. وقد توفي والده في 1923.
في سنة 1925، بعد وفاة والده بعامين، تولى مولاي الحسن بن المهدي الخلافة السلطانية بتطوان، بظهير سلطاني مؤرخ بـ 26 يونيو 1925، وهو في سن الخامسة عشرة. وكان مولاي الحسن بن المهدي خليفة، ليس فقط في منطقة الشمال بل أيضا لكل الأقاليم الواقعة تحت الإدارة الإسبانية بما فيها سيدي إفني، آيت باعمران، طرفاية، والأقاليم الصحراوية. في سنة 1947، خلال الزيارة التاريخية التي قام بها الملك محمد الخامس لطنجة، جاء مولاي الحسن بن المهدي لإستقبال الملك بأصيلة حيث جدد له عبارات الولاء والإخلاص. وعلى إثر مؤامرة 20 غشت 1953 أعلن مولاي الحسن بن المهدي رفضه القاطع لمؤامرة نفي الملك محمد الخامس والأسرة الملكية خارج الوطن مؤكدا تشبثه بالسلطان الشرعي للمملكة المغربية، كما تصدى مولاي الحسن بن المهدي لمخطط الحماية الإسبانية يوم 21 يناير 1954 والذي كان يرمي إلى إعطاء شرعية لاستقلال المنطقة الشمالية عن المغرب منددا بنفي ملك البلاد والأسرة الملكية وبمحاولة المستعمر تقسيم المغرب.
وبفضل مولاي الحسن بن المهدي أصبحت مدينة تطوان معقلا للمقاومة السياسية والعسكرية وقاعدة خلفية لأفراد المقاومة الوطنية. وبعد انتهاء الإستعمار الأجنبي لشمال المغرب تقدم مولاي الحسن بن المهدي إلى الملك محمد الخامس معتبرا، بكل نكران ذات وروح وطنية صادقة، أن مهمته إنتهت وأنه يعتبر نفسه مواطنا عاديا في خدمة الملك ورهن إشارته. وهكذا تم تعيين مولاي الحسن بن المهدي سفيرا للمغرب بلندن من1957 إلى 1965 ثم سفيرا بروما من 1965 إلى 1967. وبعد ذلك عين مديرا عاما للبنك الوطني للتنمية الاقتصادية، ثم لاحقاً عينه الملك الحسن الثاني واليا لبنك المغرب وهو المنصب الذي ظل يشغله إلى حين وفاته في 1 نونبر 1984.

## معرض صور

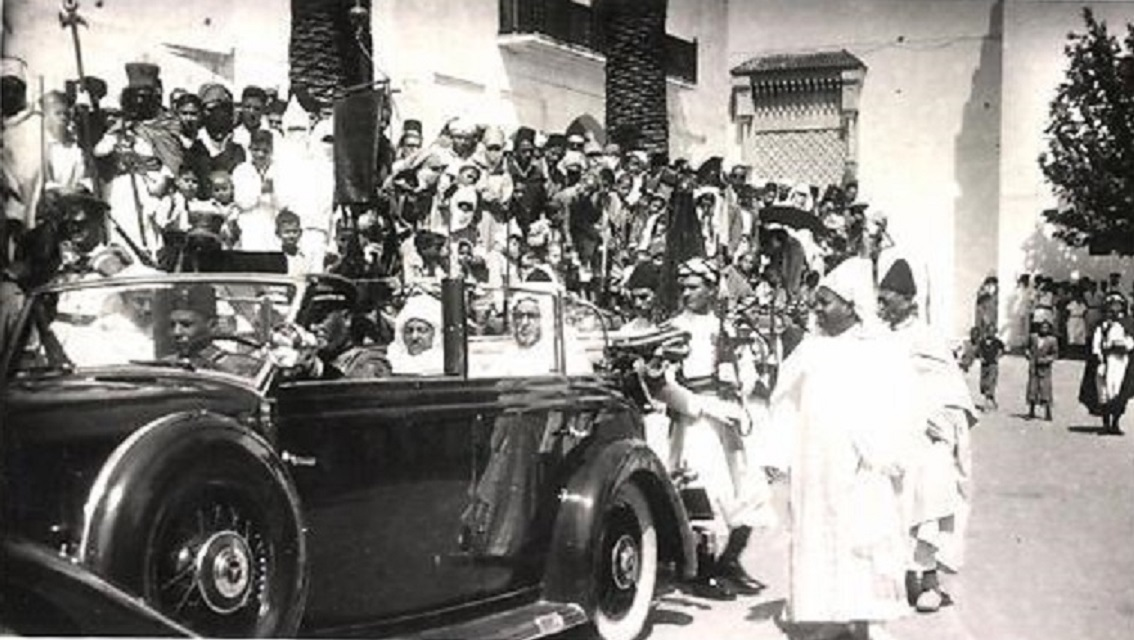
خليفة السلطان مولاي الحسن بن المهدي رفقة الصدر الأعظم بتطوان
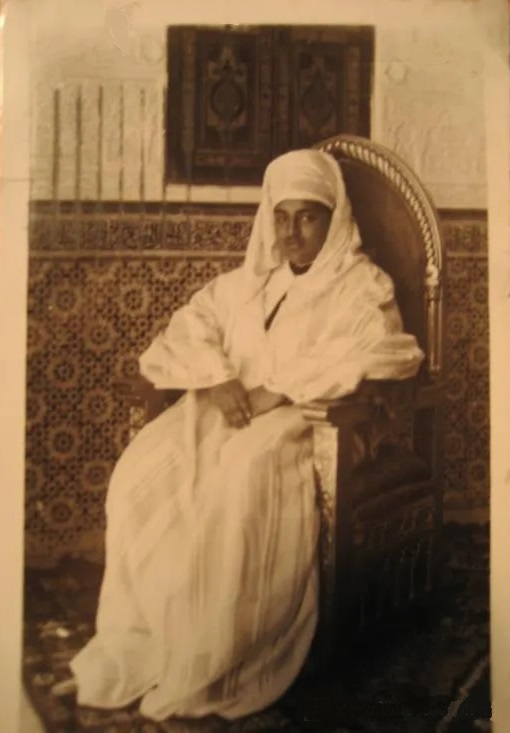
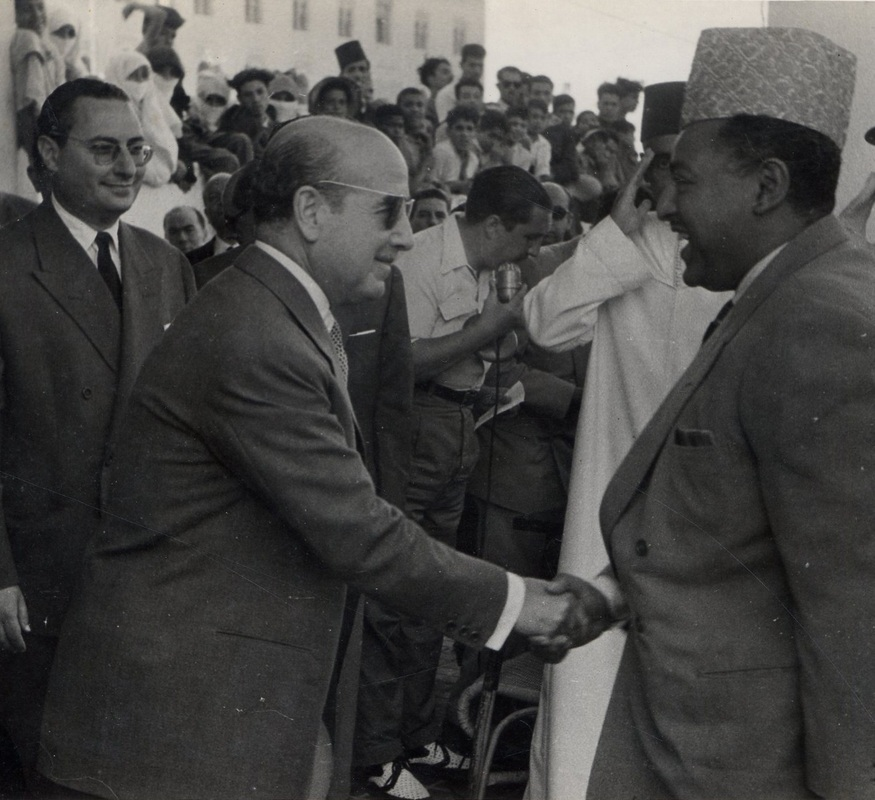
الخليفة السلطاني مولاي الحسن بن المهدي و المقيم الإسباني سنة 1947
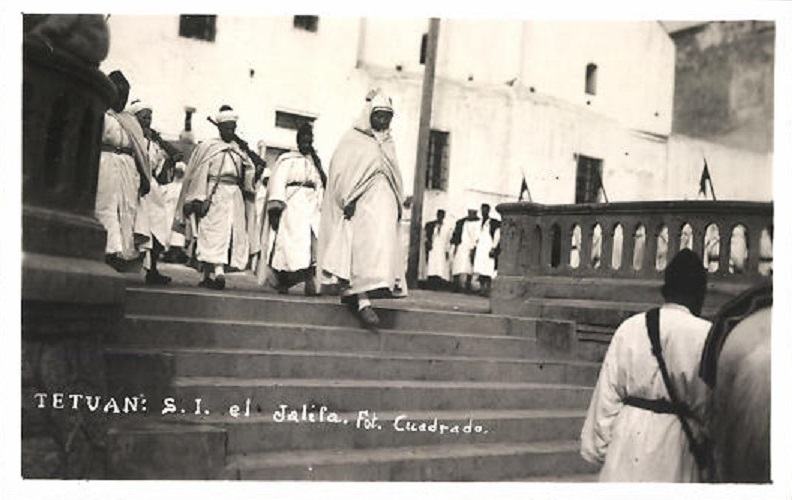